# Финска на Светском првенству у атлетици у дворани 2016.
Финска је учествовала на 16. Светском првенству у атлетици у дворани 2016. одржаном у Портланду од 17. до 20. марта петнаести пут. Репрезентацију Финске представљале су 2 атлетичарке које су се такмичиле у троскоку.,
На овом првенству Финска није освојила ниједну медаљу. У табели успешности према броју и пласману такмичара који су учествовали у финалним такмичењима (првих 8 такмичара) Пољска је са 1 учесницом у финалу делила 40. место са 3 бода.
| Плас. | Земља  | 1. место | 2. место | 3. место | 4. место | 5. место | 6. место | 7. место | 8. место | Бр. финал. | Бод. |
| ----- | ------ | -------- | -------- | -------- | -------- | -------- | -------- | -------- | -------- | ---------- | ---- |
| =40.  | Финска | 0        | 0        | 0        | 0        | 0        | 1        | 0        | 0        | 1          | 3    |

## Учесници
Жене:
- Кристина Макела — Троскок
- Сана Нигард — Троскок

## Резултати

### Жене
| Атлетичарка     | Дисциплина | Лични рекорд | Квалификације | Квалификације | Финале   | Финале | Детаљи |
| Атлетичарка     | Дисциплина | Лични рекорд | Резултат      | Место         | Резултат | Место  | Детаљи |
| --------------- | ---------- | ------------ | ------------- | ------------- | -------- | ------ | ------ |
| Кристина Макела | Троскок    | 14,20 НР     |               |               | 14,07    | 6 / 15 |        |
| Сана Нигард     | Троскок    | 13,63        | 13,21         | 14 / 15       |          |        |        |